# 重庆建设雅马哈摩托车
重慶建設雅馬哈摩托車有限公司為日本山葉發動機和重慶建設摩托車合營公司，总部位于中国重慶市，是在1994年成立。
其主要業務铸造、机加、焊接、涂装、总装和物流、生產及研发摩托車產品等。

## 品牌
劲豹、劲龙、风帆、天剑125、劲悍、天剑王250、劲飚等品牌。